# Соборная церковь Воскресения Христова (Одоев)
Соборная церковь Воскресения Христова — утраченный православный соборный храм в посёлке городского типа Одоеве.

## Описание
Церковь располагалась на территории древнего городища, за которым закрепилось название «Соборная гора». Это одна из древних церквей Одоева была построена одоевскими князьями.
В письменных источниках церковь упоминается за 1616 год в «Одоевской дозорной книге поместных и вотчинных земель письма и дозора Ивана Шулепова и подъячего Ивана Федотьева», где описаны городовые укрепления Одоева и сказано: «Да в городе Соборная церковь Воскресения Господа нашего Исуса Христа, каменная, высокая. А у церкви паперть и лесница каменныя же, ветхи».
В 1675 году на месте прежнего храма, разрушенного, по преданию, молнией, по указу митрополита Сарского, Подонского и Козельского Павла был построен и освящён в сентябре 1676 года новый так же каменный и того же именования. В 1830 году около собора построили каменную колокольню, а под ней тёплую церковь во имя Нерукотворного Образа Всемилостивого Спаса в память об упразднённом вблизи Воскресенского собора деревянного Спасского, о котором упоминалось также в «Одоевской дозорной книге» за 1616 год: «Да в городе же другая Соборная церковь Нерукотвореннаго образа Господа Бога и Спаса нашего Исуса Христа, древяна, клетцки, ветха, да предел Святых отец Александра, Ивана и Павла Новаго».
В 1834 году Воскресенский собор был капитально перестроен и расширен, после чего стал самым вместительным среди других Одоевских храмов. Собору принадлежала каменная часовня Николая Чудотворца, в которой хранилась икона Святителя Николая «корсунского (византийского)» письма X века, по преданию вывезенная из Греции. До 1780 года соборная церковь была безприходной. После образования прихода в его состав входили: западная часть города Одоева и сельцо Нижний Посад.